# Стрижевщина
Стрижевщина (укр. Стрижівщина) — село,
Пологовский сельский совет,
Новосанжарский район,
Полтавская область,
Украина.
Код КОАТУУ — 5323484409. Население по переписи 2001 года составляло 7 человек.

## Географическое положение
Село Стрижевщина находится на правом берегу реки Кустолово,
выше по течению на расстоянии в 1,5 км расположено село Крутая Балка.
На реке сделана большая запруда.